# 外山啓介
外山 啓介（とやま けいすけ、1984年2月15日 - ）は日本のピアニスト。
北海道札幌市に生まれ、名寄市、旭川市で育つ。2006年、東京芸術大学音楽学部器楽科ピアノ専攻卒業。ドイツ・ハノーファー音楽演劇大学留学を経て、2011年、東京芸術大学大学院修士課程修了。2004年の第73回日本音楽コンクールピアノ部門の覇者である。

## 略歴
- 1984年2月15日、北海道札幌市に生まれる。幼少期を名寄市で過ごし[1][2]、小学4年から中学3年までは旭川市で育つ[3][4]。
- 5歳よりピアノを始める[4][6]。
- 旭川市立北光小学校6年の1996年3月、青少年音楽コンクールピアノ部門・小学生高学年部一位、第12回日本ピアノ教育連盟オーディション全国大会（五、六年生の部）入賞[4][6]。旭川市立北門中学校1年の1996年5月、北海道ショパン学生ピアノコンクール奨励賞[4][6]。同年8月、第20回ピティナピアノコンペティションD級金賞[6]。
- 1998年、AOCC海外演奏旅行のため渡欧[7]。マリアン・リヴィッキーの推薦により、パリのコルトーホールにて演奏会に出演[7]。
- 2001年、北海道札幌北陵高等学校在学時に第55回全日本学生音楽コンクールピアノ部門北海道大会高校の部第1位[4]。全国大会出場。
- 2002年、東京芸術大学入学。
- 2004年、第73回日本音楽コンクールピアノ部門第1位。併せて増沢賞、井口賞、野村賞、河合賞、聴衆賞受賞（参照）[4]。
- 2005年、ライプツィヒにてEURO MUSIC FESTIVAL&ACADEMY参加。その際優秀参加者演奏会、メンデルスゾーン・ハウスにて行われたNational and International Competition Winner's Concertに出演[4]。
- 2006年、東京芸術大学卒業。同大学大学院進学。
- 2007年1月24日に、avex-CLASSICSから「CHOPIN:HEROIC」をリリースしCDデビュー[4]。また2月以降、「オール・ショパンプログラム」によるデビューリサイタルを東京のサントリーホール（大ホール）をはじめとした全国各地で開催する[4]。
- 2018年、第44回（2017年度）日本ショパン協会賞受賞[8]。4月、札幌大谷大学音楽学科講師に就任。現在札幌大谷大学音楽科特任准教授。

## 師事
- ピアノ：坂口睦、渋谷千里、佐々木恵子、植田克己に師事[4]。
- 室内楽：渡辺健二、苅田雅治に師事。
- ソルフェージュ：手島由美子に師事。

## 出演
- スリルな夜 イケメン合衆国（2007年7月6日 - 、フジテレビ）　※レギュラー出演